# 다나카 겐지로
다나카 겐지로(일본어: 田中 健二朗, 1989년 9월 18일 ~ )는 일본의 야구 선수이자, 현 센트럴 리그 요코하마 DeNA 베이스타스의 선수이다.